# STZ-5

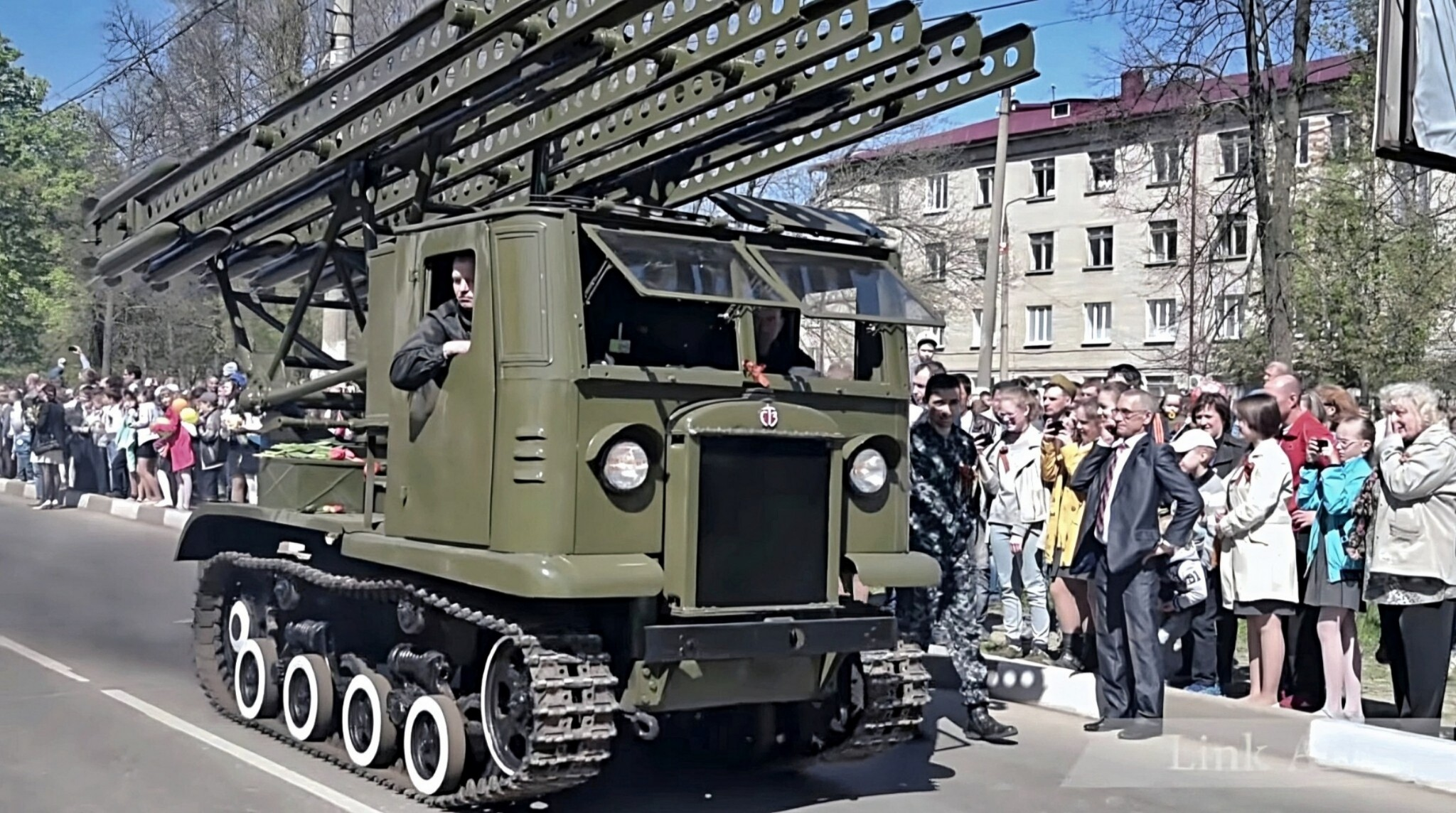
Wyrzutnia rakietowa BM-13 Katiusza na podwoziu ciągnika STZ-5

STZ-5 (ros. СТЗ-5) – wojskowy średni gąsienicowy ciągnik artyleryjski i transportowy, konstrukcji radzieckiej z okresu II wojny światowej, produkcji Stalingradzkiej Fabryki Traktorów (STZ). Produkowany w latach 1937-1942, był najliczniejszym ciągnikiem artyleryjskim specjalnej budowy służącym w Armii Czerwonej podczas wojny.

## Historia powstania
Ciągnik został opracowany w biurze konstrukcyjnym Stalingradzkiej Fabryki Traktorów (Stalingradskij Traktornyj Zawod - STZ), przy udziale Naukowego Instytutu Auto-Traktorowego (NATI), pod ogólnym kierownictwem W. Słonimskiego z NATI. Prace rozpoczęto w 1933 roku. Podwozie było wzorowane na brytyjskim czołgu lekkim Vickers Carden-Loyd, testowanym w ZSRR w 1931 roku, oraz częściowo na amerykańskim ciągniku International TA-40. Konstruktorom przyświecał cel unifikacji ciągnika wojskowego (artyleryjskiego i transportowego) i ciągnika do zastosowań cywilnych, głównie rolniczych. W efekcie, na tym samym podwoziu opracowano dwa ciągniki, z takim samym silnikiem: rolniczy STZ-NATI 1TA (STZ-3) z kabiną z tyłu za silnikiem (używany także w wojsku) i wojskowy STZ-NATI 2TW (СТЗ-НАТИ 2ТВ), znany szerzej pod fabrycznym oznaczeniem STZ-5. Ciągniki serii próbnej zostały 16 lipca 1935 r. zaprezentowane Stalinowi, po czym zaaprobowane do produkcji, jednakże dopracowanie konstrukcji i wdrożenie do produkcji potrwało do 1937 roku.
STZ-5 otrzymał zakrytą dwuosobową kabinę z przodu, typu wagonowego, z silnikiem w kabinie, a z tyłu platformę ładunkowo-pasażerską. Od cywilnego wariantu silnik STZ-5 różnił się wyposażeniem w rozrusznik elektryczny, a ponadto rozwijał większą prędkość dzięki innym przełożeniom skrzyni biegów (pięć do przodu o rozpiętości 9,81 i jedno do tyłu). Został on również wyposażony w wciągarkę. Masa holowanej przyczepy wynosiła 4,5 t, maksymalnie 7,25 t. 

## Produkcja i eksploatacja
W 1937 roku zbudowano 173 ciągniki, w następnym roku 136, po czym poziom produkcji skoczył do ponad 1200 rocznie w latach 1939–1940. Do 13 września 1942, kiedy zakończono produkcję na skutek podejścia wojsk niemieckich pod zakłady Stalingradzkiej Fabryki Traktorów, wyprodukowano 9944 ciągników STZ-5, z tego 6505 już w trakcie wojny z Niemcami. Przez to, był on najliczniejszym radzieckim ciągnikiem artyleryjskim specjalnej budowy podczas II wojny światowej (bez uwzględnienia adaptowanych ciągników rolniczych). Na 1 stycznia 1941 Armia Czerwona miała ich na stanie 2839 (13,2% parku ciągników). Z powodu dużych strat poniesionych w początkowym okresie wojny, 1 września 1942 było ich w armii 4678 (około połowy wyprodukowanych). 
Ciągniki te przede wszystkim były używane do holowania armat polowych kalibru 76,2 mm, haubic 122 mm i 152 mm oraz armat przeciwlotniczych 76,2 mm i 85 mm. Niektóre maszyny posłużyły jako podstawa do montowania wyrzutni pocisków rakietowych BM-13 Katiusza, a w rejonie Odessy budowano na ich bazie improwizowane czołgi NI (Na ispug), uzbrojone w karabiny maszynowe. Po II wojnie światowej pozostałe ciągniki zostały wycofane z wojska, natomiast do lat 50. służyły w gospodarce narodowej. 
Wiele ciągników STZ-5 zostało zdobytych przez Niemców podczas wojny, zwłaszcza w 1941 roku. Zdobyte ciągniki były używane przez wojsko niemieckie, głównie do zastosowań tyłowych. W niemieckiej nomenklaturze otrzymały oficjalne oznaczenie CT3 – 601(r), wynikające z błędnego odczytania oznaczenia ciągnika STZ zapisanego w cyrylicy (СТЗ – litery С nie transkrybowano na S, ale zapisano jako łacińskie C, a literę З zapisano jako cyfrę 3).

## Opis techniczny
Konstrukcja oparta była na ramie prostokątnej. STZ-5 miał z przodu zakrytą dwuosobową nieopancerzoną, drewniano-metalową, przeszkloną kabinę typu wagonowego, a z tyłu platformę ładunkowo-pasażerską o nośności 1,5 t. Kabina miała w przedniej ściance dwa uchylane okna, osłonę chłodnicy i dwa reflektory. Silnik umieszczony był w kabinie, pomiędzy miejscami załogi. Na najniższym biegu ciągnik miał uciąg 4850 kgf (prędkość 1,9 km/h).  Na tylnym moście zamontowane były sprzęgła boczne i hamulce. Nad tylnym mostem była wciągarka (kabestan) z liną 40-metrową o uciągu do 4000 kgf (moc silnika pozwalała na uciąg 12 000 kgf, lecz niewystarczająca była wytrzymałość ramy).
Silnik typu 1MA był wielopaliwowy: rozruch następował na benzynie (zbiornik 14 l), a po rozgrzaniu mógł przejść na naftę (kerozynę) lub podobne paliwo (zbiornik 148 l). Istniała możliwość wtrysku wody do cylindrów dla uniknięcia detonacyjnego spalania i zwiększenia mocy. W 1939 roku testowano ciągnik STZ-5 z silnikiem Diesla D-8T z zakładów z Charkowa (ChTZ), o mocy 58,5 KM, lecz silnik ten nie wszedł do produkcji.

## Dane techniczne
- Silnik: 1MA o mocy 52 KM przy 1250 obr./min, rzędowy 4-cylindrowy benzynowo-naftowy, 7460cm3.
- Długość: 4,15 m, szerokość: 1,855 m, wysokość: 2,36 m prześwit: 288 mm[1].
- Przekładnia: 5-biegowa oraz 2 biegowe przekładnie napędowe.
- Napęd gąsienicy na tylne koło.
- Zawieszenie: wahliwe wózki resorowane sprężynami.
- Hamulce: mechaniczne.
- Rozstaw między środkami gąsienic: 1435 mm.
- Szerokość gąsienic: 310 mm.
- Masa: 5840 kg.
- Masa ciągniona: 3400 kg.
- Prędkość maksymalna: 21,5 km/h.
- Pojemność zbiorników: benzyna – 14 l, nafta – 148 l.
- Zasięg: 145 km po drodze.
- Głębokość brodzenia: 0,8 m.
- Maksymalna wysokość pionowej przeszkody: 0,6 m.
- Maksymalna szerokość rowu: 1 m.